# راضي (اسم)
راضي هو اسم علم مذكر من أصل عربي، ومعناه هو القانع ضد الساخط المطمئن إلى ما آتاه اللهو، في الاسم معنى التفاؤل من الرضى وهي القناعة في العيش، وما اختاره المرء لنفسه، وما قرر له.

## شخصيات تحمل الاسم
- راضي الجعايدي (لاعب كرة قدم تونسي، 30 أغسطس 1975[3] – )
- راضي الراضي (لاعب كرة قدم سعودي، 13 ديسمبر 1991 – )
- راضي العبدالله الخصاونة (1918 – 1986)
- راضي المطيري (لاعب كرة قدم سعودي، 2 مارس 1991 – )
- راضي المهنا (ممثل سعودي، 22 سبتمبر 1966 – )
- راضي بن عبد السلام (28 فبراير 1929 – 4 أكتوبر 2000)
- راضي حبيب
- راضي شنيشل (لاعب كرة قدم عراقي، 11 أغسطس 1966[4] – )
- راضي عبد الجواد (1954 – )
- راضي عناب (1898 – )

## وصلات خارجية
- موسوعة السلطان قابوس لأسماء العرب نسخة محفوظة 5 أبريل 2019 على موقع واي باك مشين.